# Nueva Palmira
Nueva Palmira est une ville portuaire et une municipalité d'Uruguay située dans le département de Colonia, à l'embouchure du rio Uruguay et face au delta du rio Paraná (Argentine). Au recensement de 2004, la ville comptait 9 230 habitants.

## Géographie
Nueva Palmira est considérée comme un port important dans la région, capable de recevoir des cargaisons transatlantiques ou également des marchandises en provenance de Bolivie ou du Paraguay par voie fluviale. La ville est connectée à sa voisine argentine Tigre, près de Buenos Aires, par une ligne régulière de transport fluvial.

## Histoire
Elle a été fondée le 26 octobre 1831 par Felipe Santiago Torres Leiva. La ville a reçu son nom de l'ancienne ville syrienne de Palmira.

## Population
| Année | Population |
| ----- | ---------- |
| 1963  | 6 306      |
| 1975  | 7 146      |
| 1985  | 7 151      |
| 1996  | 8 339      |
| 2004  | 9 230      |

Référence,:

## Gouvernement
Le maire (alcalde) de la ville est Andrés Passarino.